# Julesburg
Julesburg är en ort (town) i Sedgwick County i delstaten Colorado i USA. Orten hade 1 307 invånare, på en yta av 3,92 km² (2020). Julesburg är administrativ huvudort (county seat) i Sedgwick County.

## Historia
Orten grundades som en handelsstation vid Lodgepole Creek i Nebraskaterritoriet under 1850-talet. Den har fått sitt namn efter Jules Beni, som ägde den ursprungliga handelsstationen och skötte diligensstationen som byggdes här i slutet av 1850-talet. 1860–1861 gick även Ponnyexpressen förbi ortens diligensstation. Platsen var under sin tidiga historia känd för sin laglöshet. Jules Beni visade sig vara inblandad i flera rån mot diligenser, och kördes senare ut från staden 1860 av rivalen, revolvermannen Jack Slade som arbetade för Central Overland California and Pikes Peak Express Company, Ponnyexpressens moderbolag. Slade dödade Beni när han återvände till staden 1861.
Fort Rankin, senare kallat Fort Sedgwick, etablerades här på 1860-talet, när orten blev del av Coloradoterritoriet. I januari 1865 attackerades staden framgångsrikt av lakota-, cheyenne- och arapahokrigare som hämnd för massakern vid Sand Creek. I februari samma år brändes staden ner av krigarna, medan befolkningen tog skydd i fortet. Staden fick senare en järnvägsstation på Union Pacifics transkontinentala järnväg.

## Geografi
Julesburg ligger vid South Platte River i nordöstra Colorado, nära gränsen mot Nebraska.

## Kommunikationer
Julesburg är en mindre järnvägsknut på Union Pacifics järnvägssystem, då linjen västerut från Omaha i Nebraska här förgrenar sig mot Cheyenne i Wyoming och Denver i Colorado. Idag bedrivs enbart godstrafik på järnvägen.
Strax nordost om staden ansluter motorvägen Interstate 76 mot Denver till den transkontinentala öst-västliga motorvägen Interstate 80. De federala landsvägarna U.S. Route 138 och U.S. Route 385 förgrenar sig strax väster om staden.